# Puella Magi Madoka Magica
Autre
Puella Magi Madoka Magica (魔法少女まどか☆マギカ, Mahō Shōjo Madoka Magika, litt. « Fille magique Madoka☆Magica ») est une série télévisée d'animation japonaise produite par Shaft et Aniplex. La série est réalisée par Akiyuki Shinbo et écrite par Gen Urobuchi avec un design original des personnages de Ume Aoki, et une bande originale de Yuki Kajiura. Puella Magi Madoka Magica a été diffusé au Japon sur Tokyo Broadcasting System et Mainichi Broadcasting System entre janvier et avril 2011.
Il existe également trois séries de manga basées sur l'anime, ainsi que trois films d'animation. Les deux premiers, sortis en 2012, retracent la trame initiale, un troisième film présentant une histoire originale et une suite direct de l'anime, Rebellion, est sorti en octobre 2013. En avril 2021, il a été annoncé qu'une suite de Rebellion est en production, intitulé Walpurgis Night: Rising.
La série a été largement saluée par la critique, avec des éloges pour son récit complexe, ses visuels, ses thèmes et sa bande-son ainsi que son approche non conventionnelle du sous-genre des magical girl. C'est devenu un succès commercial;  chaque volume de disque Blu-ray s'est vendu à plus de 50 000 exemplaires au Japon. La série a remporté de nombreux prix, tels que le prix de la télévision aux 16e Animation Kobe, ainsi que 12 Newtype Anime Awards et le grand prix de l'animation au 15e Japan Media Arts Festival.

## Synopsis
Il existe des créatures ayant le pouvoir d'exaucer le vœu d'une jeune fille, en échange de quoi celle-ci deviendra une Puella magica (ou Mahou Shoujo) pour combattre des créatures démoniaques, les sorcières. Une collégienne du nom de Madoka Kaname, ainsi que son amie Sayaka Miki, sont approchées par une de ces créatures, Kyubey, qui leur propose de devenir à leur tour des Magical Girl. La nouvelle élève de leur classe, Homura Akemi, cherche toutefois mystérieusement à empêcher Madoka de conclure ce contrat...

## Personnages

### Personnages principaux
Madoka Kaname (鹿目 まどか, Kaname Madoka)
Madoka est une jeune fille de 13 ans dont la vie est transformée quand elle rencontre Kyubey qui lui propose alors de devenir une Puella Magi, en l'échange d'un vœu. Elle se voit comme une personne sans qualités ni talents particuliers, et après avoir vu Mami se battre contre les sorcières et leurs familiers, souhaite devenir une fantastique Puella Magi à son image. Kyubey, Mami et Homura ont remarqué chez elle un immense potentiel. Elle reste malgré tout hésitante à passer un contrat qui engage sa vie. Sa couleur est le rose.
Homura Akemi (暁美 ほむら, Akemi Homura)
Homura est une Puella Magi qui apparaît dans le rêve de Madoka, et est par la suite transférée dans son collège. C'est une fille très belle et réservée, qui a d'extraordinaires capacités intellectuelles et physiques, ce qui la rend populaire malgré sa personnalité étrange et distante. Ayant vu beaucoup de Puella Magi mourir au combat, elle essaie de protéger les autres filles de ces contrats, particulièrement Madoka. À cause de cela, elle est la rivale de Mami, qui souhaite au contraire que Madoka devienne à son tour une Puella Magi. Elle a la capacité de contrôler le temps pendant un combat et utilise de nombreuses armes à feu ainsi que des grenades. Sa couleur est le violet.
Sayaka Miki (美樹 さやか, Miki Sayaka)
Introduite comme la meilleure amie de Madoka qui, après l'avoir aidée à sauver Kyubey, se voit également offrir la possibilité de devenir une Puella Magi. Étant d'une nature altruiste et pleine de compassion, elle voit dans le rôle de Puella Magi une occasion de protéger ceux qu'elle aime, ayant été inspirée par Mami Tomoe. Devenue Puella Magi, elle se bat avec des épées. Sa couleur est le bleu.
Mami Tomoe (巴 マミ, Tomoe Mami)
Une Puella Magi liée à Kyubey par un contrat, élève de troisième année dans le collège de Madoka et la plus vieille des personnages principaux, veillant ainsi sur Madoka et Sayaka. Elle a la capacité de faire apparaître des mousquets rayés à percussion presque à l'infini, d'utiliser des rubans pour paralyser ses ennemis et également de soigner. À la différence des autres Puella Magi qui recherchent avant tout à récupérer des Grief Seeds, elle est plus concentrée sur la protection des gens et du monde qui l'entourent. Malgré son apparence de grande sœur rassurante et joyeuse, elle est très seule et effrayée par la nature de son travail. Sa couleur est le jaune.
Kyubey (キュゥべえ, Kyuubee)
Il peut exaucer le vœu, quel qu'il soit, de certaines filles, à la condition qu'elles deviennent par la suite des Puella Magi et combattent les sorcières. Il ne peut être vu et entendu que par les Puella Magi et les personnes ayant un potentiel magique. Ses motivations sont inconnues au début de l'histoire, et il cherche constamment à persuader des filles ayant un potentiel magique à passer un contrat avec lui malgré les risques qu'il leur fait ainsi courir.
Kyōko Sakura (佐倉 杏子, Sakura Kyōko)
Une Puella Magi rivale qui apparaît en ville à la fin du quatrième épisode. Elle a de longs cheveux rouges et une personnalité tout aussi ardente. À la différence de Mami, son seul objectif est de récupérer les Griefs Seeds, au point de laisser les familiers des sorcières commettre des meurtres pour qu'ils deviennent à leur tour des sorcières et ainsi en obtenir plus. Elle se bat au moyen d'une lance qui peut s'allonger et se diviser en plusieurs sections, et qui peut immobiliser et frapper les ennemis grâce à la sphère à son extrémité. Sa couleur est le rouge sombre.

### Personnages secondaires
Hitomi Shizuki (志筑 仁美, Shizuki Hitomi)
Camarade de classe et amie de Sayaka et Madoka, assez populaire auprès des garçons.
Kyōsuke Kamijō (上條 恭介, Kamijō Kyōsuke)
Un garçon handicapé à qui Sayaka rend régulièrement visite à l'hôpital. Avant l'accident qui l'a privé de la sensation de ses doigts, il était violoniste.
Junko Kaname (鹿目 詢子, Kaname Junko)
Mère de Madoka, cadre, porte une incroyable quantité de maquillage et rentre parfois saoule chez elle. Très admirée par Sayaka.
Tomohisa Kaname (鹿目 知久, Kaname Tomohisa)
Père de Madoka. Père au foyer.
Tatsuya Kaname (鹿目 タツヤ, Kaname Tatsuya)
Petit frère de Madoka.
Kazuko Saotome (早乙女 和子, Saotome Kazuko)
Professeur de Madoka et reine des relations de couple problématiques. Amie de Junko Kaname.

## Terminologie
Magical Girl
Une magical girl, ou Puella Magi, est une jeune fille douée de pouvoirs obtenus à la suite d'un contrat passé avec un Incubateur : l'Incubateur réalise le vœu de la jeune fille, qui doit en échange assumer la charge de magical girl et combattre les sorcières. La nature des pouvoirs dépend de celle du souhait : par exemple, un souhait ayant trait aux soins apportera une capacité de régénération importante. De plus, le potentiel magique des magical girl augmente selon le destin et les malheurs qui s'abattent sur elles, leur permettant de faire des vœux d'une plus grande importance. Quand une magical girl meurt dans la dimension d'une sorcière, son corps disparaît avec le portail. Le corps n'étant jamais retrouvé, elle est généralement portée disparue.
Sorcières
Les sorcières sont des entités démoniaques nées des malédictions, vivant dans des dimensions spécifiques. Vivantes, elles peuvent affecter les humains du monde réel en leur apposant des marques connues sous le nom de « baiser de sorcière », qui les affaiblit fortement et peut les pousser au meurtre ou au suicide. Elles ont souvent leurs propres familiers, qui peuvent se séparer d'elles et devenir sorcières à leur tour.
Soul Gem
Un joyau qui renferme le pouvoir d'une magical girl, que sa propriétaire utilise pour se transformer. Sa taille est révélatrice de la quantité de magie que possède la jeune fille, et elle brille lorsqu'elle est proche d'une sorcière ou d'un de leur familier. Quand elle n'est pas utilisée, la pierre prend la forme d'un anneau au doigt de sa propriétaire, doublé d'un symbole magique qui apparaît sur son ongle. Quand une magical girl se transforme, sa pierre d'âme devient un élément de son costume (la barrette de Mami, le bijou au nombril de Sayaka, celui sur la main gauche de Homura, la broche de Kyoko et le collier de Madoka).
Grief Seed
Les Grief Seeds (litt. Graines de désespoir) sont des sortes d'épines noires dont naissent les sorcières. Une fois plantées, elles forment rapidement des barrières qui les dissimulent pendant que la sorcière éclot. Quand une sorcière est battue, la graine de désespoir qui reste près d'elle peut être utilisée pour restaurer les pouvoirs magiques d'une Soul Gem. C'est un objet de grande valeur, cause de rivalité entre les magical girls.

## Anime

### Série télévisée
La production de la série télévisée d'animation a été annoncée en octobre 2010,. Les dix premiers épisodes ont été diffusés du 7 janvier au 11 mars 2011,. À la suite du séisme de 2011 de la côte Pacifique du Tōhoku, la diffusion des deux derniers épisodes, ainsi que l'épisode 10 dans certaines régions du Japon, a été annulée et repoussée,. Les deux derniers épisodes ont alors été diffusés le 22 avril 2011 dans les régions de Kansai et Kantō
Les six coffrets DVD et Blu-ray de la série ont été commercialisés du 27 avril au 21 septembre 2011. La série est diffusée dans les pays francophones en streaming légal par Wakanim.

#### Génériques
- Opening

Connect interprété par le groupe ClariS.
- Ending

Magia interprété par Kalafina.

### Films d'animation
En novembre 2011, une trilogie cinématographique a été annoncée dans le magazine Newtype de l'éditeur Kadokawa Shoten, composée de la même équipe de production que la série. Les deux premiers films, nommés Beginnings (始まりの物語, Hajimari no Monogatari) (Titre français : Puella Magi Madoka Magica - Au Commencement) et Eternal (永遠の物語, Eien no Monogatari) (Titre français : Puella Magi Madoka Magica - Une Histoire Infinie), sont en fait des compilations des épisodes de la série télévisée, avec des plans retravaillés pour certaines séquences d'animation ainsi qu'une nouvelle bande son. Le premier volet est diffusé le 6 octobre dans certains cinémas japonais et regroupe les huit premiers épisodes de la série (avec quelques coupures). Le second sort le 13 octobre 2012 et compile l'intégralité des quatre derniers épisodes, additionné de quelques scènes inédites mineures.
Le troisième film, nommé Rebellion (叛逆の物語, Hangyaku no Monogatari) (Titre français : Puella Magi Madoka Magica - Rebellion), est une histoire originale faisant office de suite à la série télévisée et aux films. Il est sorti le 26 octobre 2013 au Japon,,. En France, il est diffusé au Grand Rex en avant-première le 22 novembre 2013.
Le 25 avril 2021, à l'occasion du dixième anniversaire de la fin de la série, un quatrième film est annoncé. Suite de Rebellion et intitulé Puella Magi Madoka Magica The Movie: Walpurgisnacht: Rising (ワルプルギスの廻天, Walpurgis no Kaiten), cet opus est réalisé par le studio Shaft et reprend l'équipe de production des précédents travaux - donc le réalisateur Akiyuki Shinbo et le scénariste Gen Urobuchi,.

### Doublage
| Personnages     | Voix japonaises | Voix françaises,  |
| --------------- | --------------- | ----------------- |
| Madoka Kaname   | Aoi Yūki        | Caroline Combes   |
| Homura Akemi    | Chiwa Saito     | Nathalie Bienaimé |
| Kyubey          | Emiri Katō      | Pascale Chemin    |
| Sayaka Miki     | Eri Kitamura    | Gwenäelle Julien  |
| Mami Tomoe      | Kaori Mizuhashi | Emma Darmon       |
| Kyôko Sakura    | Ai Nonaka       | Nayeli Forest     |
| Hitomi Shizuki  | Ryoko Shintani  | Jessie Lambotte   |
| Kyôsuke Kamijô  | Seiko Yoshida   | Jessie Lambotte   |
| Kazuko Saotome  | Junko Iwao      | Pascale Chemin    |
| Junko Kaname    | Yuko Goto       | Nathalie Bienaimé |
| Tomohisa Kaname | Tetsuya Iwanaga | Yann Pichon       |
| Tatsuya Kaname  | Kaori Mizuhashi |                   |

## Manga
L'adaptation en manga de la série est publiée par l'éditeur Hōbunsha. La première série, adaptation directe de l'anime, contient trois volumes. Ils sont sortis du 12 février au 30 mai 2011,. La deuxième série, Puella Magi Kazumi Magica: The Innocent Malice (魔法少女かずみ☆マギカ〜The innocent malice〜, Mahō Shōjo Kazumi Magika: The Innocent Malice), est une histoire parallèle. Elle a été publiée dans le magazine Manga Time Kirara Forward (en) entre mars 2011 et janvier 2013,, et compilé en cinq volumes. Une troisième série de deux volumes nommée Puella Magi Oriko Magica (魔法少女おりこ☆マギカ, Mahō Shōjo Oriko Magika) est sortie entre le 12 mai et le 12 juin 2011. Une série dérivée de ce manga écrite par Hanokage dans le magazine Manga Time Kirara Magica, et le premier tome sortira le 12 septembre 2013. Une autre série de trois volumes nommée Puella Magi Madoka Magica: The Different Story a été publiée ente octobre et novembre 2012,,.
Des anthologies officielles sont également publiées depuis septembre 2011. Une adaptation du film d'animation est également sortie le 26 mai 2012. Des yonkoma sont publiées depuis juillet 2012. Enfin, un manga nommé Puella Magi Madoka Magica - Homura Revenge! (魔法少女まどか☆マギカ　ほむらリベンジ！) sera publié en septembre 2013.
Les versions françaises de Puella Magi Madoka Magica, Puella Magi Madoka Magica: The Different Story et Puella Magi Kazumi Magica: The Innocent Malice sont publiées par Doki-Doki,,. Un coffret regroupant les trois volumes de la première série est sorti le 14 novembre 2012. Mahou Shoujo Tart Magica : The Legend of “Jeanne d'Arc” sortie au japon en 2013, spin-off de Puella Magi Madoka Magica, l'histoire prend place aux alentours de 1428 avec la Puella Magi Jeanne d'Arc, aussi surnommée Tart.

## Réception

### Réception critique
Puella Magi Madoka Magica a été largement saluée par la critique. Masaki Tsuji a loué la construction de l'univers et le récit de la série ainsi que le développement des personnages, et a qualifié la série de révolutionnaire. Masaki a poursuivi en disant que Madoka Magica a atteint un « niveau de perfection », et a noté que la série est digne de l'admiration des gens. Andy Hanley de UK Anime Network, à évalué l'anime 10 sur 10 et fait l'éloge pour son contenu profondément émotionnel et décrit comme immersif et rempli de visuels grandioses avec une bande sonore évocatrice. Il a recommandé de regarder plusieurs fois pour bien comprendre l'intrigue complexe et à plusieurs niveaux. Hanley a appelé la série la plus grande série animée télévisée du 21e siècle jusqu'à présent.
Michael Pementel de Bloody Disgusting a appelé Madoka Magica un « travail fascinant », et fait l'éloge de ses éléments atmosphère sombres et d'horreur. Pementel à très apprécié l'esthétique de l'anime et a écrit que la « stimulation en rebondissements révélateurs » est l'un des « qualités les plus exceptionnelles de l'anime » et les personnages ont été également, en particulier Sayaka et Homura. Il a en outre fait l'éloge de la série pour ses « twist unique, sombre qui s'infiltre non seulement le spectacle dans le désespoir, mais subvertit le sous-genre », concluant que Madoka Magica « se présente comme l'une des meilleures œuvres d'horreur, présentant des personnages qui doivent chercher à trouver l'espoir à travers l'obscurité très profonde ».
Dans sa critique des trois volumes Blu-ray de la série animée, Zac Bertschy de Anime News Network a qualifié l'histoire de très sombre émotionnellement et l'une des séries animées les plus ambitieuses et les plus belles de mémoire récente. Il a attribué à chacune des volume une notes de A ou A+ dans l'ensemble, et a déclaré: "Le temps nous dira si cet anime restera dans les mémoires aussi affectueusement qu'elle est considérée par la communauté des fans, mais cela ressemble à un chef-d'œuvre, quelque chose qui peut être apprécié encore et encore. C'est une série d'animation incontournable pour quiconque s'intéresse à ce que un anime peut accomplir en tant que forme d'art,,.
Katsuyuki Motohiro de Production I.G a regardé Puella Magi Madoka Magica après avoir entendu des avis disant qu'il excédait et surpassait Neon Genesis Evangelion. Lors de la diffusion de la série, il a été « étonné qu'il y avait une personne qui pouvait écrire un tel travail » et a commencé à analyser d'autres œuvres de  Gen Urobuchi; il a été poussé à demander à Urobuchi d'écrire le crime thriller anime Psycho-Pass.

### Réception commerciale
En moyenne, la série télévisée d'animation est suivie par 100 000 téléspectateurs japonais, à l'exception du dernier épisode qui a réuni plus d'un million de personnes sur le site Nico Nico Douga en juin 2011,. Le premier coffret Blu-ray de la série télévisée d'animation s'est écoulé à 53 000 exemplaires lors de la première semaine de commercialisation, et les cinq autres se sont écoulés à plus de 50 000 exemplaires,.
Le journal japonais Nihon Keizai Shimbun a rapporté que Puella Magi Madoka Magica avait rapporté plus de 40 milliards de yens (400 millions de dollars) grâce aux ventes de produits connexes dans les deux ans suivant sa sortie.
Les deux premiers films d'animation, diffusés dans certaines salles japonaises, ont rassemblé 357 000 spectateurs pour le premier film, et 336 000 spectateurs pour le deuxième. Le troisième film a eu un succès beaucoup plus important : au 7 novembre 2013, le film a rapporté 1 milliard de yens. Plus de 1,3 million de tickets ont été vendus en décembre 2013, avec plus de 2,08 milliard de yens,.

### Récompenses et nominations
Lors de la cérémonie des Newtype Anime Awards 2011, Puella Magi Madoka Magica a dominé les autres participations en remportant 12 des 21 récompenses. La série a également remporté le Television Award lors des 16e Animation Kobe Awards, le Grand Prix de l'animation au cours du 15e Japan Media Arts Festival de 2011, ainsi que trois Tokyo Anime Awards et le 46e Prix Seiun du Meilleur Media de la Japan Science Fiction Convention 2012,. La série a également reçu un prix spécial pour les 11e Prix Sense of Gender. Tout aussi bien saluée par la communauté anglophone, elle s'est vu décerner 8 AnimeSuki Choice Awards, dont celui de la meilleure série télévisée.
Puella Magi Madoka Magica fait également partie des meilleures séries des années 2010 selon Crunchyroll, IGN, Polygon, Looper, Thrillist, et Anime UK News. Le site brésilien Legiao Dos Herois a classé la série parmi les «10 anime les plus réussis» des années 2010.

#### Liste des récompenses et nominations de l'anime
| Prix/Catégories                                               | Prix/Catégories                         | Destinataire                                          | Résultats  |
| ------------------------------------------------------------- | --------------------------------------- | ----------------------------------------------------- | ---------- |
| 15e Japan Media Arts Festival                                 | Grand Prix                              | Puella Magi Madoka Magica                             | Lauréat    |
| Animation Kobe                                                | Prix de la télévision                   |                                                       |            |
| Tokyo Anime Awards                                            | Prix de la télévision                   |                                                       |            |
| Tokyo Anime Awards                                            | Meilleur réalisateur                    | Akiyuki Shinbo                                        |            |
| Tokyo Anime Awards                                            | Meilleur scénario                       | Gen Urobuchi                                          |            |
| 2011 Newtype Anime Awards                                     | Grand Prix                              | Puella Magi Madoka Magica                             |            |
| 2011 Newtype Anime Awards                                     | Meilleur réalisateur                    | Akiyuki Shinbo                                        |            |
| 2011 Newtype Anime Awards                                     | Meilleur scénario                       | Gen Urobuchi                                          |            |
| 2011 Newtype Anime Awards                                     | Prix du personnage de fiction féminin   | Homura Akemi                                          |            |
| 2011 Newtype Anime Awards                                     | Prix du personnage de fiction féminin   | Madoka Kaname                                         | Classé 2e  |
| 2011 Newtype Anime Awards                                     | Prix du personnage fictif en mascotte   | Kyubey                                                | Lauréat    |
| 2011 Newtype Anime Awards                                     | Prix de l'actrice                       | Aoi Yūki                                              |            |
| 2011 Newtype Anime Awards                                     | Prix de l'actrice dans un second rôle   | Chiwa Saitō                                           |            |
| 2011 Newtype Anime Awards                                     | Prix de l'actrice dans un second rôle   | Eri Kitamura                                          | Classé 3e  |
| 2011 Newtype Anime Awards                                     | Prix de l'actrice dans un second rôle   | Emiri Katō                                            | Classé 5e  |
| 2011 Newtype Anime Awards                                     | Prix de la chanson thème                | Connect                                               | Lauréat    |
| 2011 Newtype Anime Awards                                     | Prix d'accompagnement                   | Puella Magi Madoka Magica                             |            |
| 2011 Newtype Anime Awards                                     | Prix de la photographie                 | Puella Magi Madoka Magica                             |            |
| 2011 Newtype Anime Awards                                     | Prix de l'art                           | Puella Magi Madoka Magica                             |            |
| 2011 Newtype Anime Awards                                     | Prix du Character Design                | Puella Magi Madoka Magica                             |            |
| 2011 Newtype Anime Awards                                     | Prix de réglage des couleurs            | Puella Magi Madoka Magica                             |            |
| 2011 Newtype Anime Awards                                     | Prix de la musique                      | Puella Magi Madoka Magica                             |            |
| 2011 Newtype Anime Awards                                     | Prix de la bande-annonce                | Puella Magi Madoka Magica                             | Classé 2e  |
| Grand prix Nihon SF                                           | Grand Prix                              | Puella Magi Madoka Magica                             | Nomination |
| 43e Seiun Award                                               | Meilleur média                          | Puella Magi Madoka Magica                             | Lauréat    |
| 11e Sense of Gender Awards                                    | Prix de la sororité                     | Puella Magi Madoka Magica                             |            |
| 19e Anime & Manga Grand Prix                                  | Prix du meilleur espoir                 | Puella Magi Madoka Magica                             |            |
| 20e Anime & Manga Grand Prix                                  | Meilleur anime de l'année               | Puella Magi Madoka Magica                             |            |
| Anime Grand Prix Editors Choice 2011,                         | Anime de l'année                        | Puella Magi Madoka Magica                             |            |
| Anime Grand Prix Editors Choice 2011,                         | Personnage féminin de l'année           | Homura Akemi                                          |            |
| 1st Nikkan Sports Anime Competition                           | Prix de la télévision                   | Puella Magi Madoka Magica                             |            |
| 1st Nikkan Sports Anime Competition                           | Prix de la reine                        | Madoka Kaname                                         |            |
| 1st Nikkan Sports Anime Competition                           | Prix du personnage sombre coupable      | Kyubey                                                |            |
| 1st Nikkan Sports Anime Competition                           | Prix de la chanson à thème              | Connect                                               |            |
| 1st Nikkan Sports Anime Competition                           | Prix de la voix féminine                | Aoi Yūki                                              |            |
| Seiyu Awards                                                  | Prix de l'actrice                       | Aoi Yūki                                              |            |
| Seiyu Awards                                                  | Prix de l'actrice dans un second rôle   | Emiri Katō                                            |            |
| 2011 Top Buzzword Award                                       | Bronze Prix                             | "Make a contract with me, and become a magical girl." |            |
| Licensing of the Year 2012 in JAPAN                           | Prix spécial du comité de sélection     | Puella Magi Madoka Magica                             |            |
| 2012 UK Anime Network Reader's Choice                         | Prix du choix du lecteur                | Puella Magi Madoka Magica                             |            |
| Sugoi Japan Award                                             | Grand Prix                              | Puella Magi Madoka Magica                             |            |
| Sugoi Japan Award                                             | Meilleur anime de l'année               | Puella Magi Madoka Magica                             |            |
| NHK Nippon Anime 100                                          | Meilleure anime dans le vote des hommes | Puella Magi Madoka Magica                             |            |
| NHK Nippon Anime 100                                          | Meilleure anime dans l'ensemble         | Puella Magi Madoka Magica                             | Classé 3e  |
| NHK Nippon Anime 100                                          | Meilleure chanson thème                 | Connect                                               | Classé 11e |
| NHK Selection to Commemorate the 50th Anniversary of TV Anime | Meilleur personnage                     | Homura Akemi                                          | Classé 2e  |
| NHK Selection to Commemorate the 50th Anniversary of TV Anime | Meilleur personnage                     | Madoka Kaname                                         | Classé 7e  |
| Heisei Anison Award                                           | Meilleur opening                        | Connect                                               | Lauréat    |

#### Liste des récompenses et nominations du filmRebellion
| Année | Prix                         | Catégories                        | Résultat   | Destinataire                                            |
| ----- | ---------------------------- | --------------------------------- | ---------- | ------------------------------------------------------- |
| 2014  | Japan Academy Prize          | Animation de l'année              | Nomination | Puella Magi Madoka Magica the Movie Part III: Rebellion |
| 2014  | Tokyo Anime Award            | Anime de l'année (Film Catégorie) | Lauréat    | Puella Magi Madoka Magica the Movie Part III: Rebellion |
| 2014  | Animation Kobe               | Prix du film théâtral             |            | Puella Magi Madoka Magica the Movie Part III: Rebellion |
| 2015  | 2015 UK Anime Network Awards | Meilleur anime d'action           | Nomination | Puella Magi Madoka Magica the Movie Part III: Rebellion |

## Produits dérivés

### Publications

#### Guide Book
Un Guide Book est sorti le 27 juillet 2013.

### Jeux vidéo
Un jeu vidéo édité par Namco Bandai Games nommé Puella Magi Madoka Magica Portable (魔法少女まどか☆マギカ ポータブル, Mahō Shōjo Madoka Magika Pōtaburu) est sorti sur PlayStation Portable au Japon le 15 mars 2012. Un jeu vidéo édité par Namco Bandai Games nommé Puella Magi Madoka Magica: The Battle Pentagram est sorti sur PlayStation Vita au Japon le 19 décembre 2013.
Une collaboration avec le jeu sur smartphone Nyanko dai Sensō (にゃんこ大戦争) (version japonaise du jeu The Battle Cats) a démarré le 17 novembre 2016. Le jeu Magia Record Mahou Shoujo Madoka ☆ Magica Gaiden, sorti au Japon le 22 août 2017 sur iOS et Android, présente dix personnages inédits. Un anime de trois saisons basé sur ce jeu est sorti entre 2020 et 2022.

### Autres produits
Chaque mois, de nouveaux produits dérivés de la série sortent au Japon. De nombreuses figurines sont commercialisées par Good Smile Company ou Max Factory,,.